# Ritter Verlag
Der Ritter Verlag (auch: Ritterverlag) ist ein Kunst- und Kulturverlag und hat seinen Sitz in der Hagenstraße 3 in Klagenfurt. Verlegt werden Gegenwartsliteratur deutschsprachiger Autoren sowie Druckwerke der Gegenwartskunst.

## Ritter Verlag

### Geschichte

#### 1945–1947: „Kärntner Illustrierte“
Der Verlag geht auf Roman Ritter zurück, der 1945 als Herausgeber und Eigentümer die „Kärntner Illustrierte“ (KI) gründete. Als Mitarbeiter gewann Ritter damals prominente Personen wie Lorenz Mack, Oskar Moser, Fritz Sitte und den 1978 in Córdoba mit „Tooor, Tooor, …! I wer' narrisch!“ zu Berühmtheit gelangten Edi Finger.
Unter den literarischen Autoren finden sich u. a. Josef Robert Harrer, Josef Friedrich Perkonig, Maria Steurer, sowie Ingeborg Bachmann, die 1946 in der KI (I.36) mit Die Fähre ihren ersten Text veröffentlichte.  Als bildende Künstler veröffentlichten in der KI Hans Bachmann, Herbert Böckl, Arnold Clementschitsch, Gerda Ferrari, Käthe Morocutti und Karl Truppe.
Die Zeitung erschien zweiwöchentlich von 1. Dezember 1945 bis August 1947 (nach ONB) bzw. bis Februar 1948 (nach Rumpler/Burz, S. 320).

#### 1947–1980: Druckerei Ritter
Nach Einstellung der Zeitung machte Roman Ritter aus seinem Unternehmen eine Druckerei. Sein Sohn Helmut Ritter, geboren in den letzten Kriegsjahren des Zweiten Weltkriegs, lernte im Familienunternehmen Schriftsetzer und Drucker.
In den 1960er Jahren begann Helmut Ritter für Kärntner Künstler Kataloge zu drucken. Im Lauf der Jahre war es ihm zu wenig, nur Dienstleister zu sein, über den Druck von Büchern und Kunstkatalogen verlagerten sich seine Interessen zum gestaltenden Bereich. Verstärkt wurde dieses Interesse, wie er im Interview mit Bettina Führer erklärte, durch den Bachmann-Preis, der 1979 (gemeint: 1977) mit Gert Jonke als damals der ersten Preisträger ins Leben gerufen wurde. Des Weiteren hatte Ritter über den Kärntner Kunstverein schon länger einen Bezug zur Kunst.
Daraus entstand Ende der 1970er Jahre die Idee der Verlagsgründung, die für ihn nebenbei auch steuerliche Vorteile gegenüber der Druckerei bot.

#### Ab 1980: Ritter Verlag
Im Jahr 1980 wandelte Helmut Ritter die Druckerei zum Verlag um. Verlegt werden Gegenwartsliteratur und Kunstbücher. Die Bandbreite reicht von experimenteller Literatur über Kunstkataloge und Kunsttheorie bis hin zu Architekturpublikationen. 
Im Oktober 1996 wurde der Verlag durch Karin Ritter als Gewerbebetrieb neu gegründet, mit 9. Dezember wurde das Einzelunternehmen in die Ritter Verlag KG umgewandelt. Verlagsinhaber ist Karin Ritter, Helmut Ritter fungiert als Verlagsleiter.
Gedruckt wird nicht mehr im eigenen Haus, hingegen kommt ein Auslagern der Buchgestaltung für Helmut Ritter nicht in Frage. Bis März 2010 sind rund 450 Publikationen im Ritterverlag erschienen. Viele der verlegten Kunstbücher sind zu begehrten Sammlerstücken geworden.

### Autoren
Zu den Autoren zählen namhafte Schriftsteller und Künstler sowie junge literarische Talente.
| Literatur - Klaus Amann - Reinhold Aumaier - Ingeborg Bachmann - Friedrich W. Block - Jan Christ - Crauss - Ulrike Draesner - Günter Eichberger - Sylvia Egger - Gunter Falk - Brigitta Falkner - Gundi Feyrer - Franziska Füchsl - Franzobel - Eberhard Häfner - Friedrich Hahn - Max Höfler - Detlef Holland-Moritz - tongue tongue Hongkong - Urs Jaeggi | - Johannes Jansen - Ilse KilicRalf B. Korte - Margret Kreidl - Florian Neuner - Andreas Okopenko - Paul Pechmann - Peter Pessl - Sophie Reyer - Gerhard Rühm - Ulrich Schlotmann - Siegfried J. Schmidt - Götz Schrage - Helmut Schranz - Franz Schuh - Lisa Spalt - Dieter Sperl - Enno Stahl - Gertrude Stein - Liesl Ujvary - Fritz Widhalm - Hansjörg Zauner | Kunst - Marc Adrian - Siegfried Anzinger - Irmgard Bohunovsky-Bärnthaler - Günter Brus - Lore Heuermann - Cornelius Kolig - Kunsthalle Wien - Maria Lassnig - Josef Linschinger - Florentina Pakosta - Johann Julian Taupe - Franz Erhard Walther Architektur - Georg Driendl - Günther Domenig - Hans Hollein - Archigram - Wolf D. Prix |

## Kunsthalle Ritter
Die Kunsthalle Ritter in der Hermann-Gmeiner-Straße wurde 1992 nach einem Entwurf von Franz Erhard Walter gebaut. Es hätte ein Museum des 21. Jahrhunderts in Klagenfurt werden sollen. Die Kunsthalle Ritter wurde am 11. September 1992 mit der Ausstellung Shapes and Positions, kuratiert von Veit Loers, eröffnet. Im Gefolge der Wehrmachtsausstellung im Herbst 1996 in der Kunsthalle geriet der Verlag in finanzielle Schwierigkeiten die einen Konkurs erzwangen, wodurch es zur Neugründung gekommen ist (siehe oben).

## Rittergallery
Als Nachfolgeprojekt zur Kunsthalle Ritter gründeten Martina Mosebach-Ritter und Helmut Ritter im Jahr 2001 die Galerie Ritter (rittergallery).

### Künstler mit Ausstellungen
Mit Ausstellungen vertreten waren bis Mai 2010:
| - Marc Adrian - Ute Aschbacher - Thomas Baumann - Thom Barth - Hans Bischoffshausen - Uwe Bressnik - Günter Brus - Franzobel - Georg Herold | - Lore Heuermann - Urs Jaeggi - Othmar Jaindl - Richard Klammer - Cornelius Kolig - Eric Kressnig - Rober Kummer - Josef Linschinger - François Morellet | - Martin Noël - Ferdinand Penker - Meina Schellander - Peter Sengl - Fritz Steinkellner - Johann Julian Taupe - Inge Vavra - Franz Erhard Walther - Egon Wucherer |